# Montuhotep (chaty)
| mn · n · T | Htp · t · p |

| mn · n · T | Htp · t · p |

Montuhotep (Montu está satisfecho, 1971-1926 a. C.) fue un noble del Antiguo Egipto, que se convirtió en el tercer chaty de Sesostris I, faraón de la duodécima dinastía; en el año 22 del reinado de Sesostris se nombró tesorero a un cierto Sobekhotep: Montuhotep debe haber sido su sucesor. 
No se conoce su biografía, aunque se sabe que su maestro fue Asenka. Se le adjudica la autoría de varios textos literarios, entre ellos unas Enseñanzas de lealtad. 

## Testimonios de su época

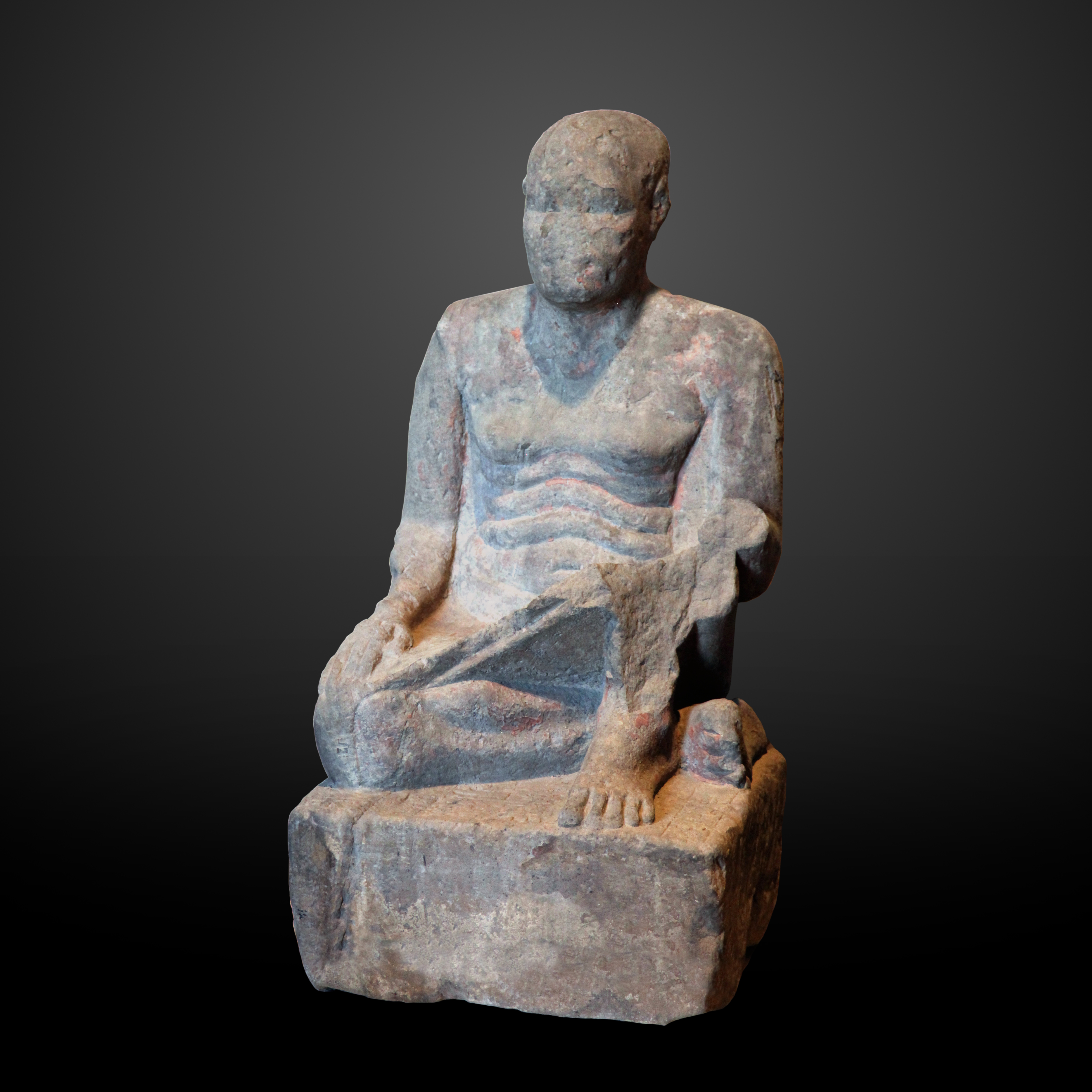
Estatuas de Montuhotep encontradas en Karnak. (museo del Louvre)

Su título principal era el de tesorero. Hay una serie de estatuas encontradas en Karnak en las que está representado como escriba, y en ellas figura con el título de Supervisor de todas las obras reales, lo que demuestra que era el arquitecto principal de los templos de Karnak; se le adjudica la reconstrucción del templo de Osiris. 
En Abidos erigió una gran estela inscrita con muchos de sus títulos incluido el de chaty, que sin embargo no aparece en su tumba. Esto ha provocado un debate sobre si realmente ejerció como chaty o tuvo dicho título sólo de forma honorífica.
Entre sus títulos figuran los de Sumo Sacerdote de Heliopolis, Chaty, Magistrado Principal, Supervisor del Doble Granero, Jefe Tesorero, Gobernador del Castillo Real, portador del sello real, Jefe de todas las Obras del Rey, el Príncipe Heredero, piloto de la gente, Dador del Bien que mantiene viva a la gente, Único compañero y Favorito del Rey.

## Tumba
Su tumba, con dos sarcófagos en su interior, fue hallada en la necrópolis de El Lisht, cerca de la pirámide de Sesostris. En las estatuas descubiertas en esta tumba sigue siendo calificado como Supervisor de todas las obras reales y Sumo Sacerdote de Heliopolis.
Se trata de una mastaba que no está bien conservada, el edificio entero fue destruido por los saqueadores de tumbas, pero es una de las tumbas privadas más grandes de la necrópolis. Está construida en el exterior del complejo funerario de Sesostris, al sur de la calzada de acceso. La construcción soportaba el este de la pirámide de I de Sesostris, mide 14 m de base y 29 de altura, con un patio interior decorado con columnas y pinturas en las paredes. Se han encontrado fragmentos de estatuas de tamaño natural. 
La mastaba estaba rodeada de un muro de adobe de 32 × 45 m y entre 2 y 2'9 m de altura. En su interior había ocho salas situadas al sur, probablemente destinadas al culto a los muertos. Al norte se encuentra la cámara mortuoria, con dos sarcófafos en su interior. Uno de ellos se rompió y nunca fue utilizado y el otro es de piedra caliza y está bien conservado y decorado con textos funerarios.

### Citas
1. ↑  Donovan Courville: op. cit., vol. 1, pág. 142.
2. ↑   Dieter Arnold: op. cit., pp. 38-50.